# ورزشگاه داسارات رانگاسالا
ورزشگاه داسارات رانگاسالا (نپالی: दशरथ रंगशाला) یک ورزشگاه چندمنظوره در شهر کاتماندو، نپال است.
این ورزشگاه که در سال ۱۹۵۶ تاسیس شده دارای ۳۰٬۰۰۰ نفر ظرفیت است و ورزشگاه خانگی تیم ملی فوتبال نپال محسوب میشود.

## نگارخانه

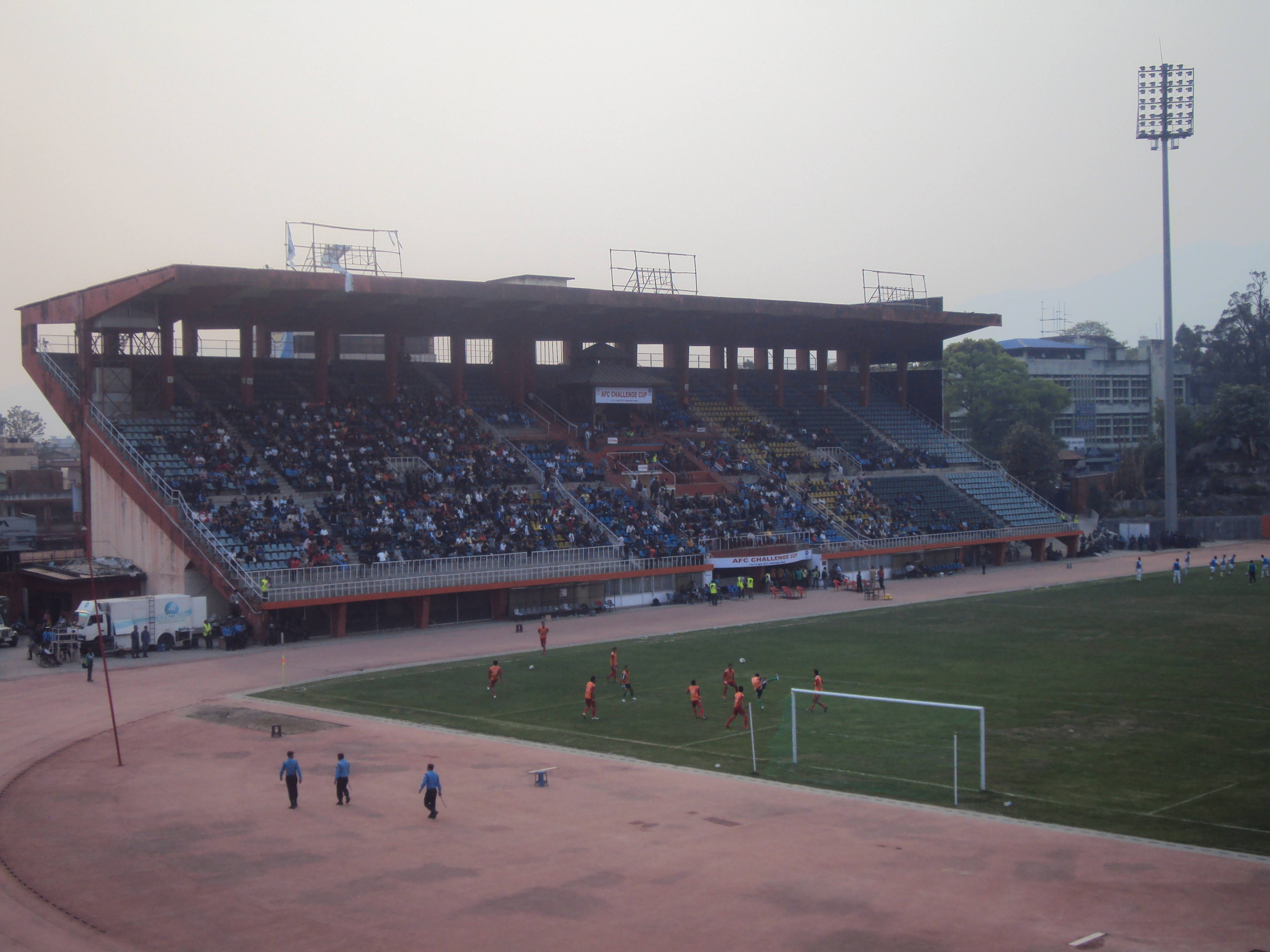
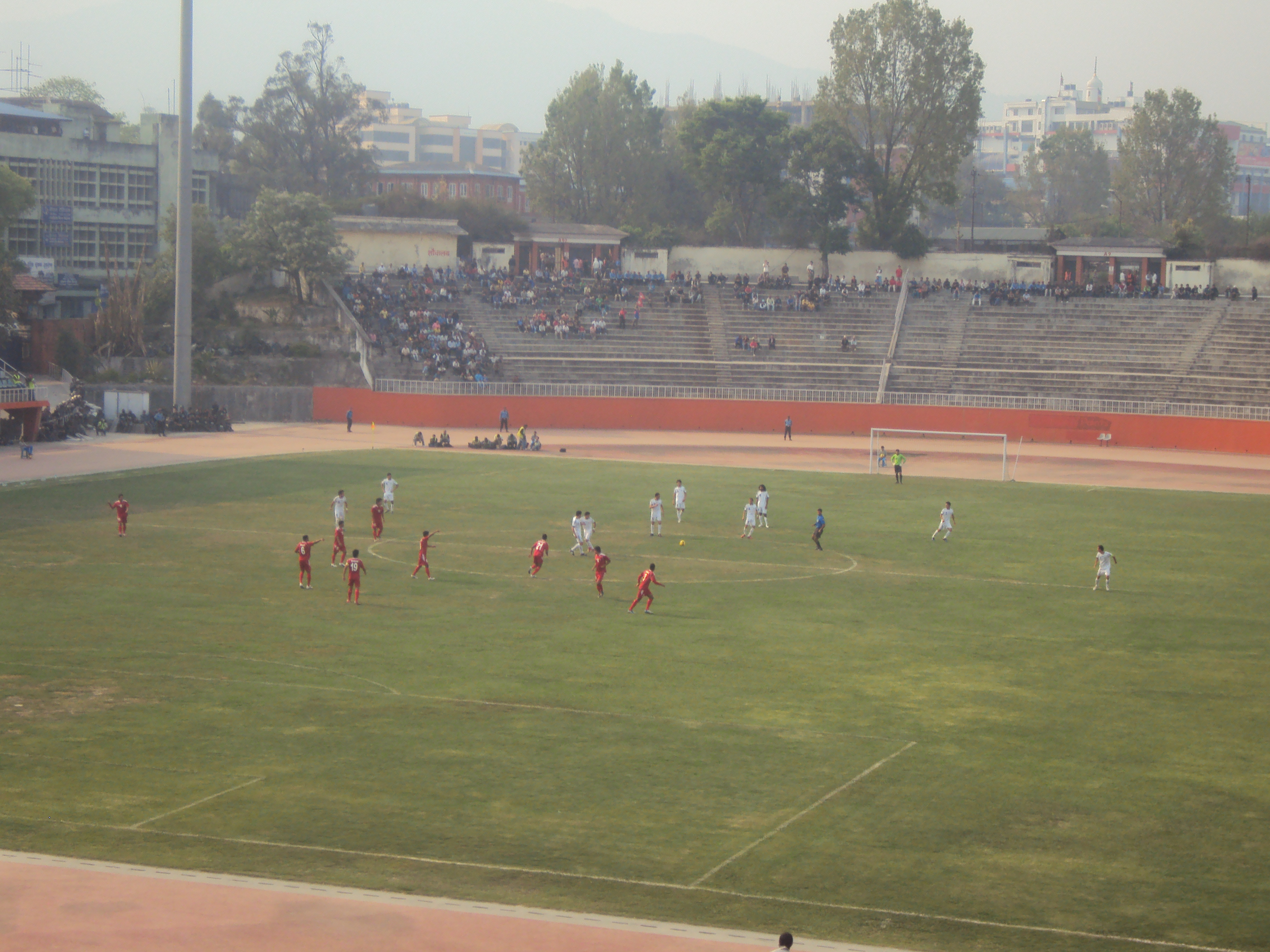
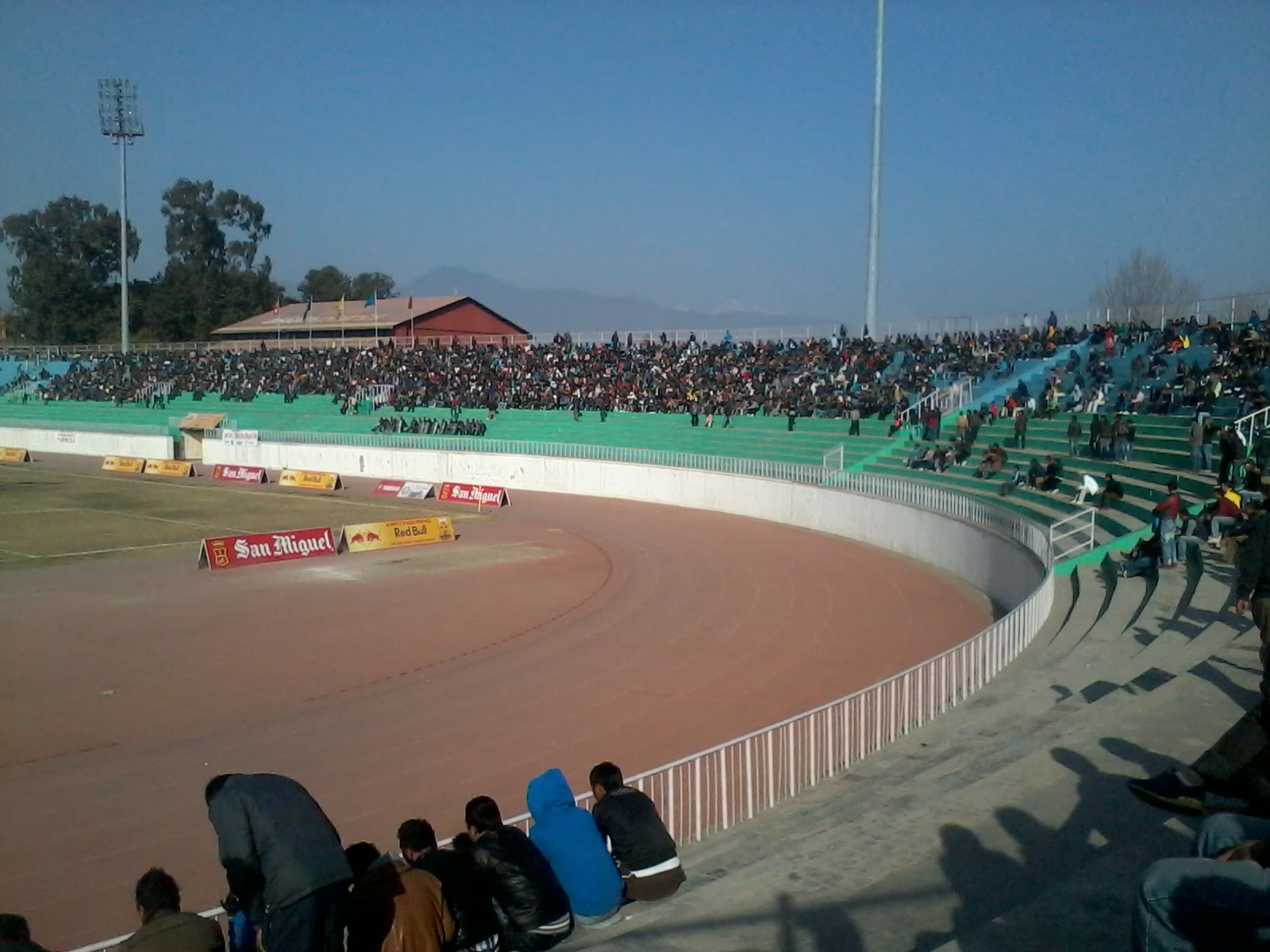